# Димитър Кратовски
 Тази статия е за духовника.  За революционера вижте Димитър Иванов – Кратовски.  
Димитър Кратовски е православен дякон и български книжовник от XV век, един от най-важните представители на Кратовската калиграфско-художествена школа.
През 1466 година по поръчка на охридския архиепископ Доротей прави славянски препис на Номоканон. Към XIX век Номоканонът все още се намирал в Охрид, където е открит от руския славист Виктор Григорович и частично се съхранява в негова сбирка в Лениновата библиотека в Москва под сигнатура Ф 87 No 1707.

## Неизползвана литература
- Цибранска, М. Дяк Димитър Кратовски и неговият Номоканон от 1466 г., Palaeobulgarica / Старобългаристика, 1995, Том 19, Книжка 1, стр. 91–98